# Scomberomorus guttatus
Scomberomorus guttatus és una espècie de peix de la família dels escòmbrids i de l'ordre dels perciformes.

## Morfologia
Els mascles poden assolir els 76 cm de longitud total.

## Distribució geogràfica
Es troba des del Golf Pèrsic, Índia i Sri Lanka fins al sud-est d'Àsia, Hong Kong i el Mar del Japó.